# Quốc lộ 9B
Quốc lộ 9B là một tuyến quốc lộ nằm trong địa phận tỉnh Quảng Bình.

## Thông tin
Quốc lộ 9B dài khoảng 37 km (không tính đoạn trùng với đường Hồ Chí Minh đông), nối từ ngã tư Quốc lộ 1 ở thị trấn Quán Hàu, huyện Quảng Ninh, tỉnh Quảng Bình lên đến nhánh Đông đường Hồ Chí Minh ở xã Vĩnh Ninh, huyện Quảng Ninh và từ Ngã ba Vạn Ninh, huyện Quảng Ninh đến Ngã ba Tăng Ký, huyện Lệ Thủy. Tuyến đường này được nâng cấp vào năm 2011 và trở thành tuyến quan trọng phục vụ phát triển kinh tế - xã hội huyện Quảng Ninh. Với tầm nhìn chiến lược phát triển giao thông thương mại tương lai, QL 9B được quy hoạch thuộc tuyến Xuyên Á trên hành lang kinh tế Đông - Tây, nối từ TP Đồng Hới, tỉnh Quảng Bình tới Cửa khẩu Chút Mút sang nước bạn Lào.

## Dự án nâng cấp
Dự án đầu tư xây dựng nâng cấp Quốc lộ 9B đoạn Km0-Km4 (Quán Hàu - Vĩnh Tuy) và Km20-Km52 (Ngã ba Vạn Ninh - Ngã ba Tăng Ký) đã được Bộ GTVT cho phép lập dự án đầu tư tại Quyết định số 2697/QĐ-BGTVT ngày 15/7/2014 và theo các Quy hoạch đã được Chính phủ và UBND tỉnh phê duyệt, với tổng chiều dài nghiên cứu thiết kế là 33 km; tỉnh đề xuất quy mô tuyến đường cho đoạn Km0-Km4 và Km20-Km32 là đường cấp IV đồng bằng, đoạn Km32-Km52 là đường cấp IV miền núi; bề rộng nền đường là 9m, mặt đường 7m; tổng mức đầu tư dự kiến khoảng 663 tỷ đồng.